# The B-52’s (album)
Az 1979-es The B-52’s a The B-52’s debütáló nagylemeze. 2003-ban a Rolling Stone magazin Minden idők 500 legjobb albuma listáján a 152. helyre került. Szerepel az 1001 lemez, amit hallanod kell, mielőtt meghalsz című könyvben.

## Az album dalai
| 1. | Planet Claire          | Fred Schneider, Keith Strickland | 4:35 |
| 2. | 52 Girls               | Joe Ayers, Ricky Wilson          | 3:34 |
| 3. | Dance This Mess Around | The B-52’s                       | 4:36 |
| 4. | Rock Lobster           | Schneider, R. Wilson             | 6:49 |

| 1. | Lava                                        | The B-52’s                | 4:54 |
| 2. | There's a Moon in the Sky (Called the Moon) | The B-52’s                | 4:54 |
| 3. | Hero Worship                                | Robert Waldrop, R. Wilson | 4:07 |
| 4. | 6060-842                                    | The B-52’s                | 2:48 |
| 5. | Downtown                                    | Tony Hatch                | 2:57 |

## Helyezések és eladási adatok

### Helyezések
| Év   | Lista              | Helyezés |
| ---- | ------------------ | -------- |
| 1979 | U.S. Billboard 200 | 59       |
| 1979 | UK Albums Chart    | 22       |

### Minősítések
| Szervezet   | Minősítés | Dátum           |
| ----------- | --------- | --------------- |
| RIAA - U.S. | platina   | 1986. május 13. |

## Közreműködők
- Fred Schneider – játékzongora, keyboard basszus, ének, walkie-talkie
- Kate Pierson – orgona, gitár, keyboard basszus, ének
- Keith Strickland – ütőhangszerek, dob, a Planet Claire hangjai
- Cindy Wilson – gitár, bongo, tamburin, ének
- Ricky Wilson – gitár, füstjelző, basszusgitár